# Puchar Interkontynentalny w Lekkoatletyce 2018 – bieg na 200 m kobiet
Bieg na 200 metrów kobiet – jedna z konkurencji biegowych rozgrywana w ramach lekkoatletycznyego pucharu interkontynentalnego na Stadionie miejskim w Ostrawie-Witkowicach.

## Terminarz
Źródło: worldathletics.org.
| Data       | Godzina |
| ---------- | ------- |
| 9 września | 15:48   |

## Rekordy
Tabela prezentuje rekord świata, rekord pucharu interkontynentalnego, rekordy kontynentów oraz najlepszy wynik na listach światowych w sezonie 2018 przed rozpoczęciem mistrzostw.
|                                     | Zawodniczka              | Wynik | Miejsce      | Data                      |
| ----------------------------------- | ------------------------ | ----- | ------------ | ------------------------- |
| Rekord świata                       | Florence Griffith-Joyner | 21,34 | Seul         | 29 września 1988(dts)     |
| Listy światowe                      | Dina Asher-Smith         | 21,89 | Berlin       | 11 sierpnia 2018(dts)     |
| Rekord pucharu interkontynentalnego | Marion Jones             | 21,62 | Johannesburg | 11 września 1998(dts)     |
| Rekord Afryki                       | Blessing Okagbare        | 22,04 | Abilene      | 24 marca 2018(dts)        |
| Rekord Ameryki Południowej          | Ana Cláudia Silva        | 22,48 | São Paulo    | 6 sierpnia 2011(dts)      |
| Rekord Ameryki Północnej            | Florence Griffith-Joyner | 21,34 | Seul         | 29 września 1988(dts)     |
| Rekord Australii i Oceanii          | Melinda Gainsford-Taylor | 22,23 | Stuttgart    | 13 lipca 1997(dts)        |
| Rekord Azji                         | Li Xuemei                | 22,01 | Szanghaj     | 22 października 1997(dts) |
| Rekord Europy                       | Dafne Schippers          | 21,63 | Pekin        | 28 sierpnia 2015(dts)     |

## Rezultaty
Źródło: worldathletics.org.
| Pozycja | Tor | Zawodniczka              | Drużyna        | Czas  | Punkty | Uwagi |
| ------- | --- | ------------------------ | -------------- | ----- | ------ | ----- |
| 1.      | 5   | Shaunae Miller-Uibo      | Ameryka        | 22,16 | 8      |       |
| 2.      | 4   | Dafne Schippers          | Europa         | 22,28 | 7      |       |
| 3.      | 6   | Marie Josée Ta Lou       | Afryka         | 22,61 | 6      |       |
| 4.      | 1   | Shericka Jackson         | Ameryka        | 22,62 | 5      |       |
| 5.      | 3   | Ofonime Odiong           | Azja i Oceania | 22,62 | 4      | NR    |
| 6.      | 8   | Iwet Łałowa-Collio       | Europa         | 23,18 | 3      |       |
| 7.      | 2   | Germaine Abessolo Bivina | Afryka         | 24,08 | 2      |       |
| 8.      | 7   | Wiktorija Ziabkina       | Azja i Oceania | 24,34 | 1      |       |

## Klasyfikacja drużynowa
Źródło:
| Miejsce | Drużyna        | Punkty indywidualne | Punkty drużynowe        |
| ------- | -------------- | ------------------- | ----------------------- |
| 1.      | Ameryka        | 13                  | 16 (wykorzystany joker) |
| 2.      | Europa         | 10                  | 6                       |
| 3.      | Afryka         | 8                   | 4                       |
| 4.      | Azja i Oceania | 5                   | 2                       |